# Artists and Models (película de 1937)
Artists and Models es una película musical dirigida por Raoul Walsh en 1937, y protagonizada por Jack Benny, Ida Lupino y Richard Arlen. Hay varias apariciones de Louis Armstrong tocando la trompeta.
La película obtuvo una nominación al premio Óscar a la mejor canción original de dicho año 1937 por Whispers in the Dark, canción compuesta por Frederick Hollander con letras de Leo Robin. La ganadora de esa edición fue la canción Sweet Leilani que interpretaba Bing Crosby en la película Waikiki Wedding.